# Chester E. Bryan

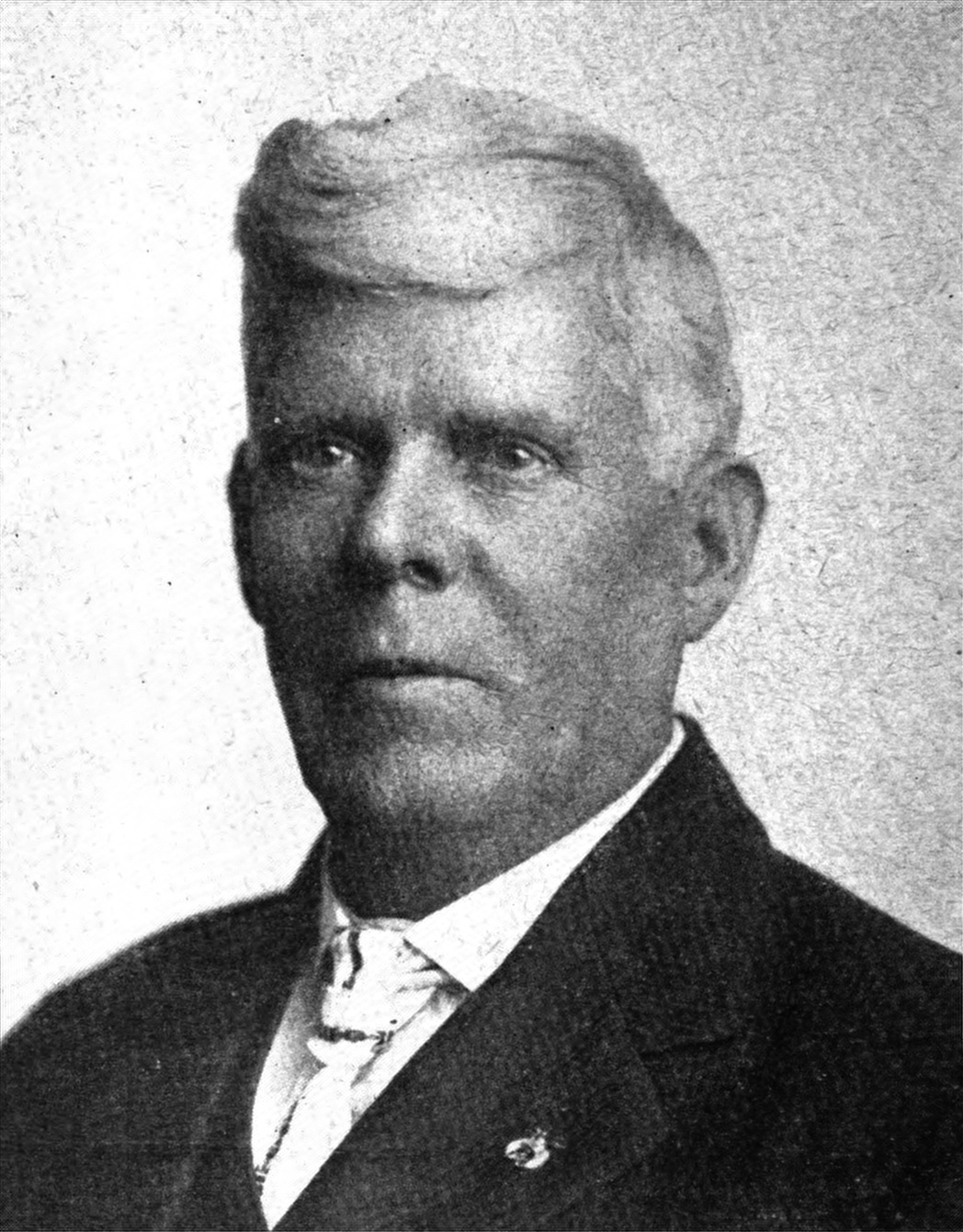
Chester E. Bryan

Chester Edwin Bryan (* 29. Oktober 1859 in London, Ohio; † 11. Januar 1944 ebenda) war ein US-amerikanischer Zeitungsverleger und Politiker (Demokratische Partei). Er war von 1917 bis 1919 Treasurer of State von Ohio.

## Werdegang
Chester Edwin Bryan, Sohn von Martha S. Masterson (1833–1905) und Marcellus Leroy Bryan (1829–1902), wurde ungefähr zwei Jahre vor dem Ausbruch des Bürgerkrieges im Madison County geboren und wuchs dort auf. Sein Vater gründete 1857 den Madison County Democrat. Bryan folgte später seinem Vater als Redakteur und Verleger. Er trat in die Demokratische Partei ein. In diesem Zusammenhang nahm er sowohl an den Democratic State Conventions als auch an den Democratic National Conventions teil. Er hatte den Vorsitz bei der Demokratischen Partei in Madison County. Ferner war er Präsident von drei verschiedenen staatlichen redaktionellen Assoziationen in Ohio. Bryan wurde 1916 zum Treasurer of State von Ohio gewählt. Er bekleidete den Posten eine zweijährige Amtszeit von Januar 1917 bis Januar 1919. Bryan verstarb während des Zweiten Weltkrieges und wurde dann auf dem Kirkwood Cemetery in London beigesetzt.
Er war mit Maria Dailey (1863–1950) verheiratet.